# Chad Mendes
Chad Edward Mendes, född 1 maj 1985 i Hanford, Kalifornien, är en amerikansk före detta MMA-utövare som sist tävlade i organisationen Ultimate Fighting Championship.